# Juri Anatoljewitsch Petrow
Juri Anatoljewitsch Petrow (russisch Юрий Анатольевич Петров; * 30. März 1984 in Toljatti, Russische SFSR) ist ein russischer Eishockeyspieler, der seit Dezember 2018 bei Admiral Wladiwostok unter Vertrag steht.

## Karriere
Juri Petrow begann seine Karriere als Eishockeyspieler in seiner Heimatstadt in der Nachwuchsabteilung des HK Lada Toljatti, für dessen zweite Mannschaft er von 2002 bis 2004 in der drittklassigen Perwaja Liga aktiv war. Von 2003 an bis 2005 spielte der Angreifer teilweise parallel für die Profimannschaft des ZSK WWS Samara in der Wysschaja Liga, der zweiten russischen Spielklasse. Zur Saison 2005/06 wechselte er zu dessen Ligarivalen HK Traktor Tscheljabinsk, mit dem er auf Anhieb als Zweitligameister in die Superliga aufstieg. In dieser erzielte er in der Saison 2006/07 in 50 Spielen ein Tor für Tscheljabinsk und gab fünf Vorlagen.
Von 2007 bis 2010 stand Petrow für seinen Heimatverein HK Lada Toljatti auf dem Eis – zunächst in der Superliga – und ab der Saison 2008/09 in der 2008 gegründeten Kontinentalen Hockey-Liga. Zur Saison 2010/11 unterschrieb der Russe einen Vertrag beim HK Sibir Nowosibirsk, bei dem er einer der Assistenzkapitäne war.
Ab Mai 2012 stand Petrow bei Lokomotive Jaroslawl unter Vertrag und absolvierte bis 2014 120 KHL-Partien für den Klub. Im August 2014 verließ er Lokomotive und kehrte zu seinem Heimatverein zurück. Im Mai 2015 wechselte er zusammen mit Alexander Michailowitsch Tschernikow zum HK Awangard Omsk. Anschließend spielte er zwischen 2016 und 2018 erneut für Traktor Tscheljabinsk. Nach einem kurzen Intermezzo bei ASC Corona 2010 Brașov zu Beginn der Saison 2018/19 wechselte er im Dezember 2018 zu Admiral Wladiwostok.

## Erfolge und Auszeichnungen
- 2006 Meister der Wysschaja Liga und Aufstieg in die Superliga mit dem HK Traktor Tscheljabinsk

## Statistik
(Stand: Ende der Saison 2019/20)